# Rhododendron sophistarum
Rhododendron sophistarum är en ljungväxtart som beskrevs av Lyndley Alan Craven. Rhododendron sophistarum ingår i släktet rododendron, och familjen ljungväxter. Inga underarter finns listade i Catalogue of Life.